# Wilhelm Bucholtz
Wilhelm Bucholtz (* 13. Februar 1830 in Münster; † 23. Januar 1911 in Borken) war ein deutscher Landrat.

## Leben
Wilhelm Bucholtz war der Sohn der Eheleute Maximilian Wilhelm Bucholtz und Klara Reinking. Nach Besuch des Gymnasiums Münster studierte er Rechtswissenschaften an den Universitäten Berlin und Heidelberg. Am 13. Oktober 1852 wurde er zum Auskultator beim königlichen Kreisgericht in Münster ernannt.
1855 legte er seine Prüfung zum Gerichtsreferendar ab und erhielt eine Anstellung am Appellationsgericht Münster. Im April 1856 bestand er die Prüfung zum Regierungsreferendar „mit Auszeichnung“ und wechselte dann zu den Regierungen Münster und Potsdam. Zur Ableistung seines Militärdienstes meldete er sich als Einjährig-Freiwilliger beim Infanterie-Regiment „Prinz Friedrich der Niederlande“ (2. Westfälisches) Nr. 15 und wurde dann Kompanieführer im 13. Landwehrregiment. Von Mai bis August 1866 nahm er am Feldzug gegen Österreich teil und beendete seinen Dienst als Hauptmann der Landwehr.
1868 wurde er Regierungsassessor in Lüneburg. Im März 1870 wurde er mit der Verwaltung des Landratsamtes im Kreis Borken beauftragt; am 15. Dezember 1870 wählte ihn der Kreistag Borken mit 16 von 18 Stimmen zum ersten Kandidaten für das Amt des Landrats. Am 3. Februar 1871 unterzeichnete Kaiser Wilhelm I. seine Ernennungsurkunde.
1871 heiratete Wilhelm Bucholtz Maria Breving. Zwei Töchter und ein Sohn gingen aus der Ehe hervor.
Am 30. Januar 1904 bat Wilhelm Bucholtz – fast 74-jährig – um seine Versetzung in den Ruhestand. Daraufhin wurde er am 4. März unter Verleihung des Kronenordens 2. Klasse aus dem Staatsdienst entlassen.

## Orden und Ehrungen
- Kronenorden 2. Klasse
- Roter Adlerorden 3. Klasse
- Orden vom Niederländischen Löwen
- Geheimer Regierungsrat
- Ehrenbürger der Stadt Borken